# Transports en Savoie
Les transports dans le département français de la Savoie sont marqués par le relief de ce département. La topographie est à la fois une contrainte pour les déplacements — certaines communes sont d'accès difficiles, et les routes permettant de relier les vallées entre elles sont rares et parfois fermées l'hiver — et l'origine du développement touristique du département : le premier département de France pour les sports d'hiver génère d'importants besoins de transport en saison hivernale. Le département est également situé sur l'un des principaux axes de transport entre la France et l'Italie, grâce aux tunnels routier et ferroviaire du Fréjus.

## Transport routier

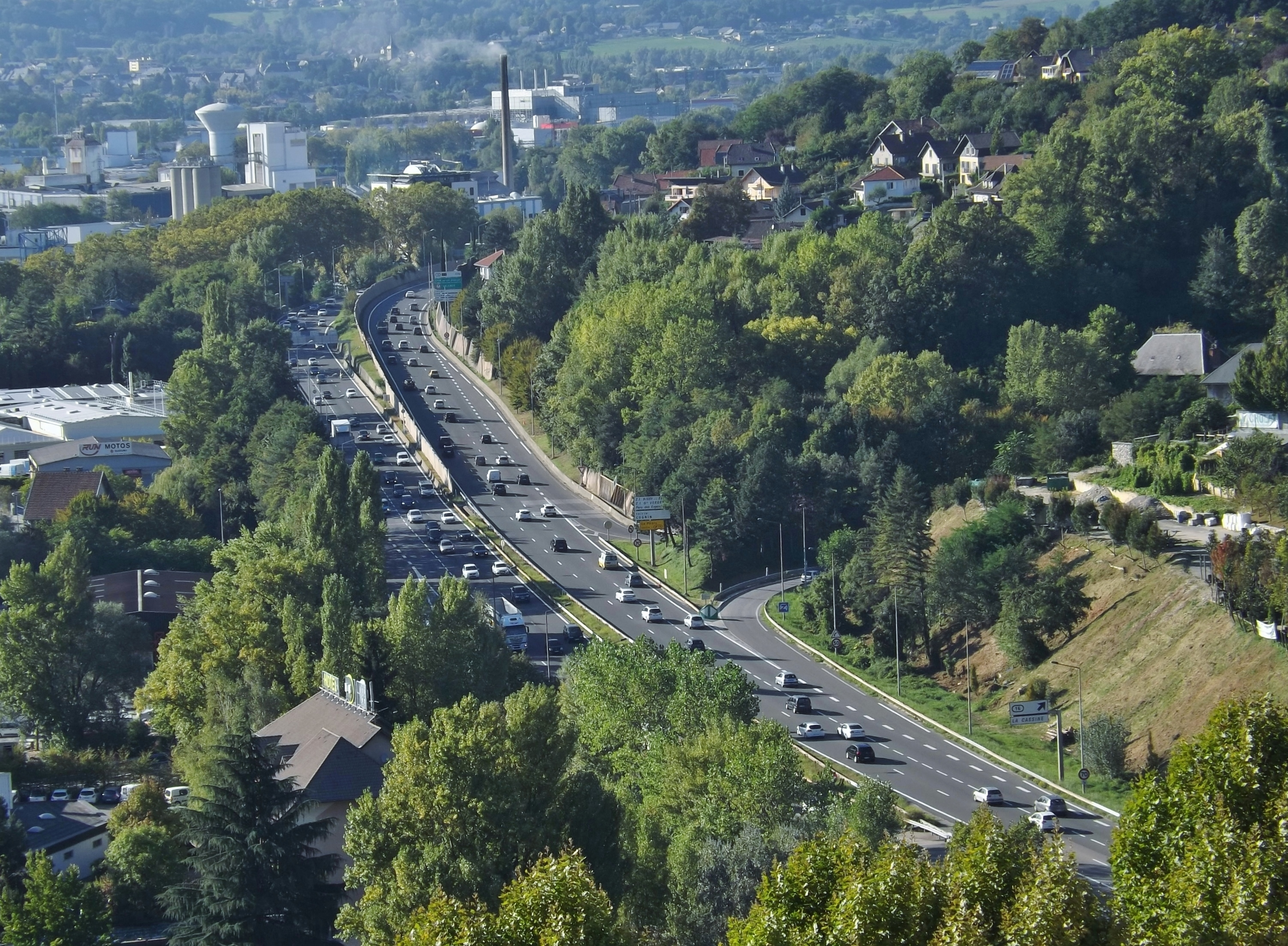
La route nationale 201, dite voie rapide urbaine de Chambéry, dans l'agglomération du même nom.

### Infrastructures routières
Les deux principaux axes routiers de la Savoie sont l'autoroute A41, qui relie Genève et Annecy au nord à Grenoble au sud en passant par Aix-les-Bains et Chambéry, et l'autoroute A43, qui rejoint depuis Lyon le tunnel du Fréjus vers l'Italie en desservant Chambéry et la vallée de la Maurienne. Ces autoroutes, payantes, possèdent un tronc commun d'une vingtaine de kilomètres au niveau de Chambéry, dont la section gratuite est nommée route nationale 201 ou voie rapide urbaine et supporte un lourd trafic de plus de 105 000 véhicules/jour.
De l'A43 se sépare à Aiton l'autoroute A430 desservant Albertville, et qui est elle-même prolongée par la route nationale 90 remontant la Tarentaise jusqu'à Bourg-Saint-Maurice.  Cette route, qui dessert plusieurs des plus grands domaines skiables du monde (Les Trois Vallées, Paradiski, Tignes - Val-d'Isère...), est très fréquentée lors de la saison des sports d'hiver.
Si l'axe principal de la montagne savoyarde, entre Montmélian et Aiton dans la vallée de l'Isère, se subdivise progressivement d'ouest en est au niveau des principaux confluents, il existe peu de routes reliant directement les vallées entre elles. Celles-ci sont en plus souvent fermées en hiver en raison de l'enneigement des cols (Galibier, Iseran, la Madeleine, Mont-Cenis, Petit-Saint-Bernard...).

### Transport collectif de voyageurs
La Savoie est desservie par le réseau régional de transport routier Cars Région, dont le réseau de Savoie compte seulement sept lignes régulières mais une trentaine de lignes saisonnières.

## Transport ferroviaire

### Historique

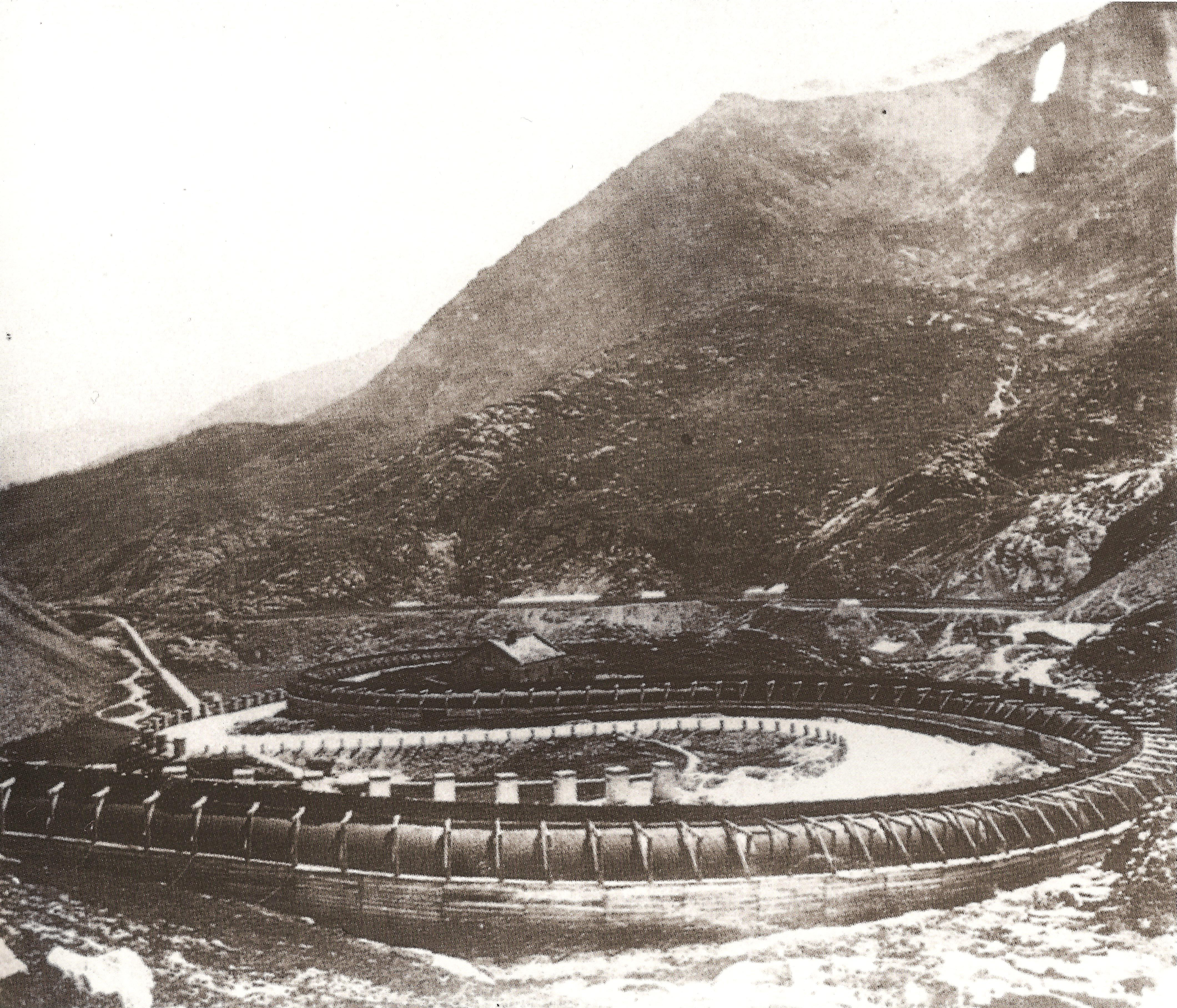
Le chemin de fer du Mont-Cenis au col du Mont-Denis, entre 1868 et 1871.

Le chemin de fer est apparu en Savoie en 1856, quatre ans avant l'annexion de la  Savoie par la France, entre Aix-les-Bains et Saint-Jean-de-Maurienne par Chambéry. En 1871, le tunnel du Fréjus est ouvert à la circulation après quatorze ans de travaux ; le plus long tunnel ferroviaire au monde (à l'époque) constitue la première jonction à écartement standard entre les réseaux français et italiens — l'éphémère chemin de fer du Mont-Cenis reliait déjà les deux pays depuis 1868. 
Le réseau d’intérêt général a été développé dans le département par la Compagnie des chemins de fer de Paris à Lyon et à la Méditerranée (PLM), mais en raison des contraintes du relief, il n'a jamais été très étendu. À la veille de la Première Guerre mondiale, l'extension du chemin de fer d’intérêt général était à peu près identique à aujourd'hui ; la Savoie est en effet l'un des rares départements français à n'avoir connu pratiquement aucune fermeture de ligne ferroviaire d'intérêt général entre les années 1930 et 2010, à l'exception de la ligne d'Annecy à Albertville.
Les chemins de fer d’intérêt local ont été très peu développés en Savoie ; hormis deux petites lignes partagées avec l'Isère (le tramway de Pontcharra à la Rochette et Allevard et le chemin de fer de Voiron à Saint-Béron), le département n'a été desservi que par le petit réseau suburbain (autour de Chambéry) du tramway de la Savoie, le chemin de fer du Mont-Revard (à visée touristique) et le tramway de Moûtiers à Brides-les-Bains. Ces lignes ont pour la plupart fermé dans les années 1930.
La grande ligne internationale de Culoz au tunnel du Fréjus a été le théâtre d'importantes expérimentations mais aussi du plus grave accident de l'histoire du chemin de fer en France, lorsqu'un train de permissionnaires déraille le 12 décembre 1917 près de Saint-Michel-de-Maurienne, tuant 435 personnes. Dans les années 1920, l'électrification par troisième rail est expérimentée pour la première fois en France sur une longue distance (quelques courtes lignes de montagne et de banlieue parisienne étaient déjà électrifiées) ; c'est également sur cette ligne, entre Culoz et Chambéry, que le PLM utilisera pour la première fois la caténaire 1,5 kV CC en 1936, quatorze ans après la Compagnie du Midi.
L'ouverture du tunnel routier du Fréjus en 1980 entraîne l'arrêt de l'exploitation de la navette de transport d'automobiles lancée 23 ans plus tôt par le tunnel ferroviaire, et diminue la place du chemin de fer dans le transport transalpin. La création en 2003 de l'autoroute ferroviaire alpine tentera de corriger le tir. 
La Savoie est desservie depuis 1982 par le TGV.
|                                             |
| Le réseau ferroviaire à son apogée en 1930. |

|                                     |
| Le réseau ferroviaire de nos jours. |

|                                                    |
| Carte animée de l’évolution du réseau ferroviaire. |

### Situation actuelle

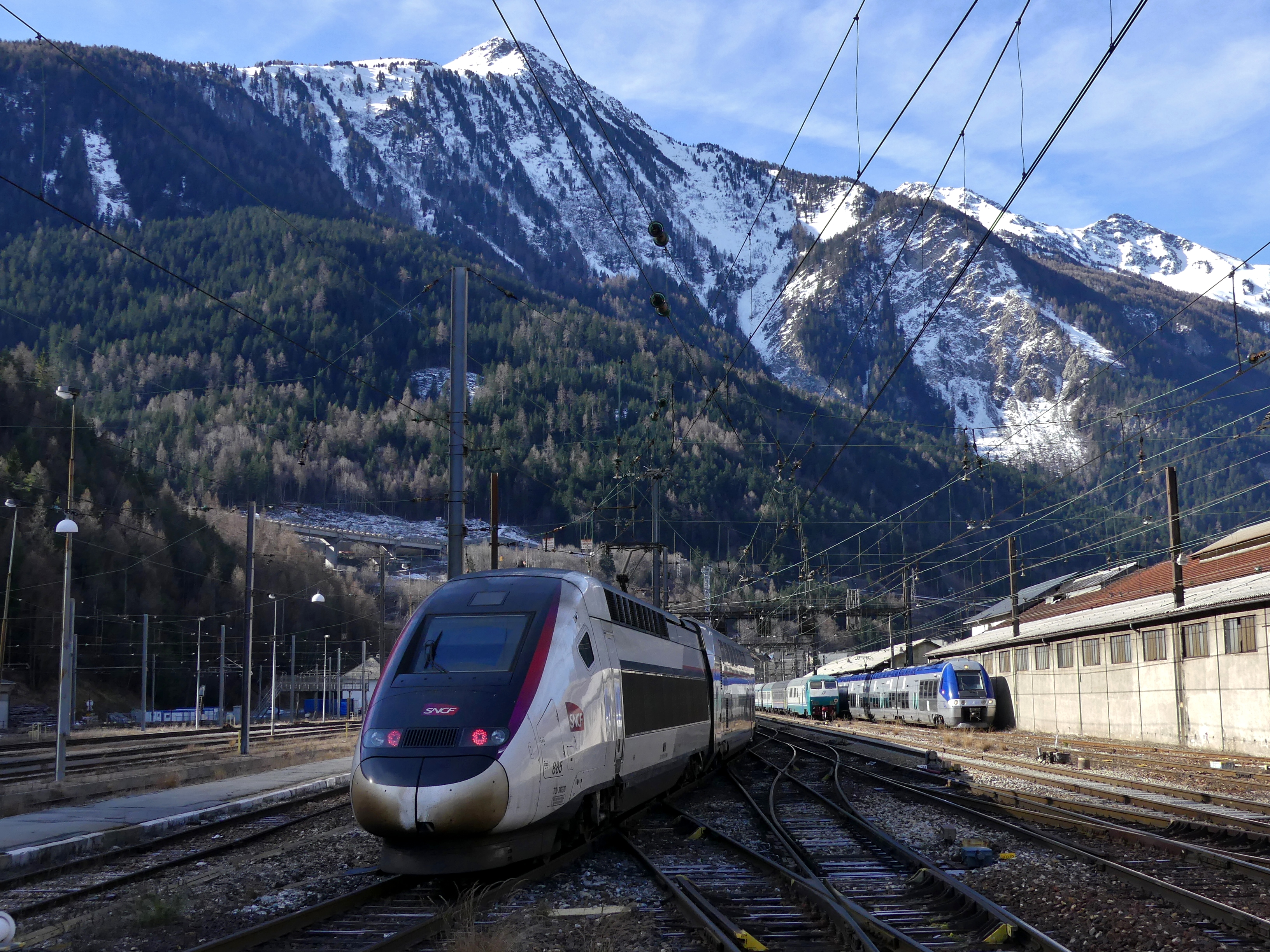
Une rame TGV 2N2, assurant le service saisonnier Modane - Rennes, quitte la gare de Modane en février 2020.

Les principales gares de voyageurs sont celles de Chambéry - Challes-les-Eaux et Aix-les-Bains - Le Revard, avec une fréquentation annuelle de 3 702 000 et 1 515 000 voyageurs respectivement en 2019.
Les lignes ferroviaires savoyardes ouvertes aux voyageurs sont toutes électrifiées, en 1,5 kV CC pour la ligne de Culoz à Modane et son antenne vers Albertville et en 25 kV 50 Hz pour les autres. Elles sont presque toutes parcourues par un trafic mixte de TER Auvergne-Rhône-Alpes, de TGV inOui vers Paris et de trains de fret. La ligne de Culoz à Modane (frontière) accueille en outre des TGV et Frecciarossa internationaux entre Paris et Milan. Le trafic des lignes de Modane et surtout de Bourg-Saint-Maurice connaît une forte saisonnalité ; en saison hivernale, Bourg-Saint-Maurice et la vallée de la Tarentaise sont desservis par des TGV directs vers Lille et même des Thalys vers Bruxelles et Amsterdam et des Eurostar vers Londres.
Le projet de liaison ferroviaire transalpine Lyon - Turin, qui inclut un tunnel de base international de 57,5 km, a pour but d'accélérer les liaisons voyageurs entre les deux pays et de faciliter le report du trafic de marchandises de la route vers le rail.

## Transport lacustre
La navigation de plaisance et sportive est très présente au lac du Bourget, où des croisières sont également organisées.

## Transport aérien

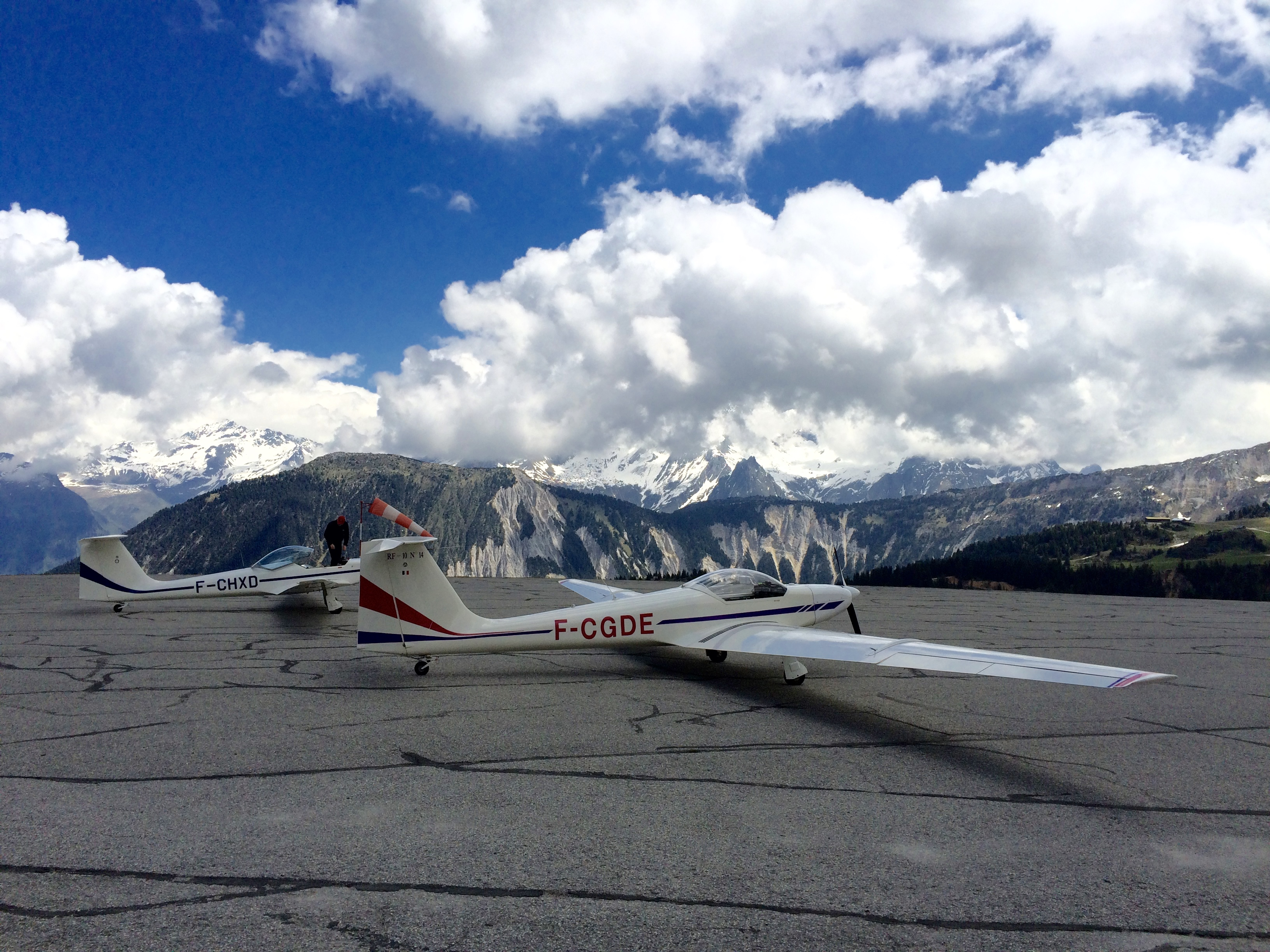
Deux motoplaneurs Fournier RF-10 stationnent sur le tarmac de l'altiport de Courchevel en 2015.

L'aéroport de Chambéry - Savoie-Mont-Blanc est la principale porte d'entrée aérienne du département et des stations de skis de la Tarentaise et de la Maurienne. Il est principalement actif en hiver où il dessert de nombreuses destinations britanniques.
L'aérodrome d'Albertville, l'aérodrome de Chambéry - Challes-les-Eaux, l'aérodrome de Saint-Rémy-de-Maurienne et l'aérodrome de Sollières-Sardières sont principalement destinés à l'aviation légère de tourisme et de loisirs.
L'altiport de Courchevel, l'altiport de Méribel et l'altiport de Valloire Bonnenuit sont des altiports accueillant également des avions légers de tourisme, ainsi que de l'aviation d'affaires et même des vols commerciaux en ce qui concerne Courchevel.

## Transports en commun urbains et périurbains

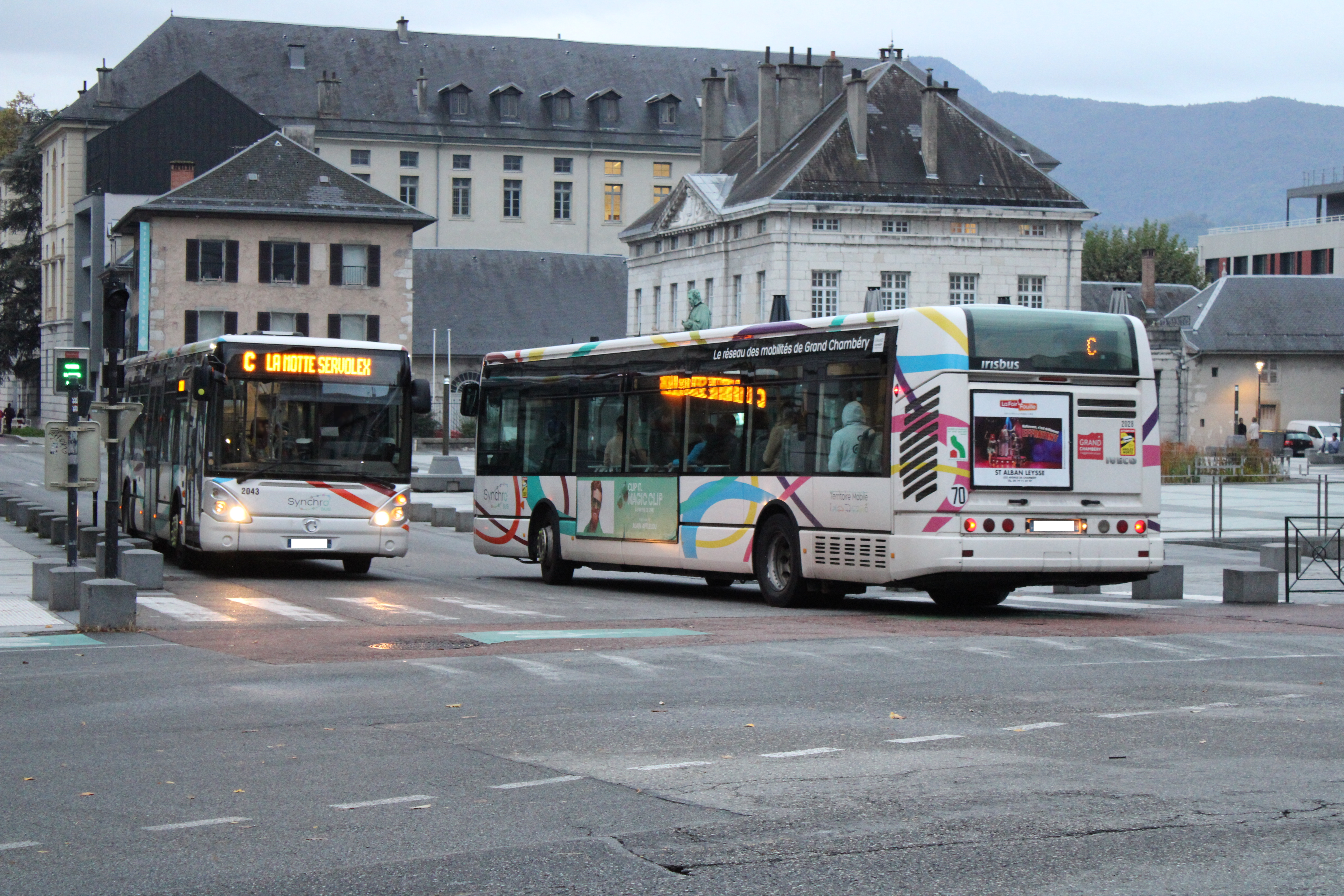
Deux autobus Irisbus Citelis du réseau Synchro, sur la place du Palais de Justice à Chambéry en 2022.

Le Grand Chambéry, la communauté d'agglomération Grand Lac, la communauté d'agglomération Arlysère, la communauté de communes Cœur de Tarentaise, la communauté de communes Cœur de Maurienne Arvan et les communes d'Aime-la-Plagne, Les Avanchers-Valmorel, Bourg-Saint-Maurice, Montmélian, La Plagne-Tarentaise, Tignes et Val-d'Isère sont autorités organisatrices de la mobilité sur leur territoire et organisent des services de transport dans leur ressort territorial. 
Les réseaux Synchro (Chambéry) et Ondéa comptent une vingtaine de lignes d'autobus chacun, hiérarchisées en fonction de leur fréquence, et du transport à la demande. En raison de la proximité de leur bassins de vie, plusieurs communes sont desservies par les deux réseaux. Les deux agglomérations étaient anciennement desservies par des tramways, de 1892 à 1932 pour le tramway suburbain de Chambéry (qui s'étendait jusqu'à La Motte-Servolex, Chignin, Cognin et Le Bourget-du-Lac) et de 1896 à 1908 pour le tramway d'Aix-les-Bains.
Les réseaux TRA (Albertville) et Cœur de Maurienne Arvan Bus (Saint-Jean-de-Maurienne) sont plus modestes, avec une demi-douzaine de lignes régulières et du transport à la demande permettant de desservir leurs vastes ressorts territoriaux.
Le réseau Mont-Bus (Montmélian) ne compte qu'une ligne régulière et une ligne de transport à la demande.
Il existe en outre des réseaux saisonniers, dédiés à la desserte des stations de sport d'hiver, à Aime-la-Plagne, Les Avanchers-Valmorel, Les Belleville, Bourg-Saint-Maurice, La Plagne-Tarentaise, Tignes et Val-d'Isère.

## Modes actifs
Le département est traversé par plusieurs voies vertes, véloroutes et sentiers de grande randonnée.